# Coenotephria reisseri
Coenotephria reisseri là một loài bướm đêm trong họ Geometridae.